# MCW・メトロキャブ
MCW・メトロキャブ（MCW Metrocab）は、1987年から2000年まで、2000年から2006年まではメトロキャブ TTT (Metrocab TTT) の名称で生産されていたタクシー車両である。
元々はイギリスの車両製造会社のメトロ・キャメル・ウェイマン社 (Metro Cammell Weymann :MCW) が設計/製造していたが、この製造事業は1989年にリライアント社 (Reliant) へ、1991年にはフーパー社 (Hooper) へ、そして2000年にカンコープ社 (Kamkorp) へと移った。

## 歴史
ウェイマン社と後のメトロ・キャメル・ウェイマン社は1966年までブリードモア・Mk 7 (Beardmore Mk 7) タクシーの生産を行っていた。同社がこれを自社設計の車に代替しようと考えたことは驚きではなかったが、この代替車が生産に入るまでは長い時間がかかった。
この車の基本設計は少なくとも1970年にウェストミンスターで実施されたロンドン・トライアルで目撃された頃にまで遡ることができる。この車の全体形状は17年後に登場したメトロキャブとよく似ていたが、オリジナルのフロント・グリルが1970年モデルのフォード・コーティナ Mk IIから流用されていたことに対して量産に入った車はより近代的なデザインを持つようにフォード・グラナダ Mk 2のフロント・グリルを使用していた。

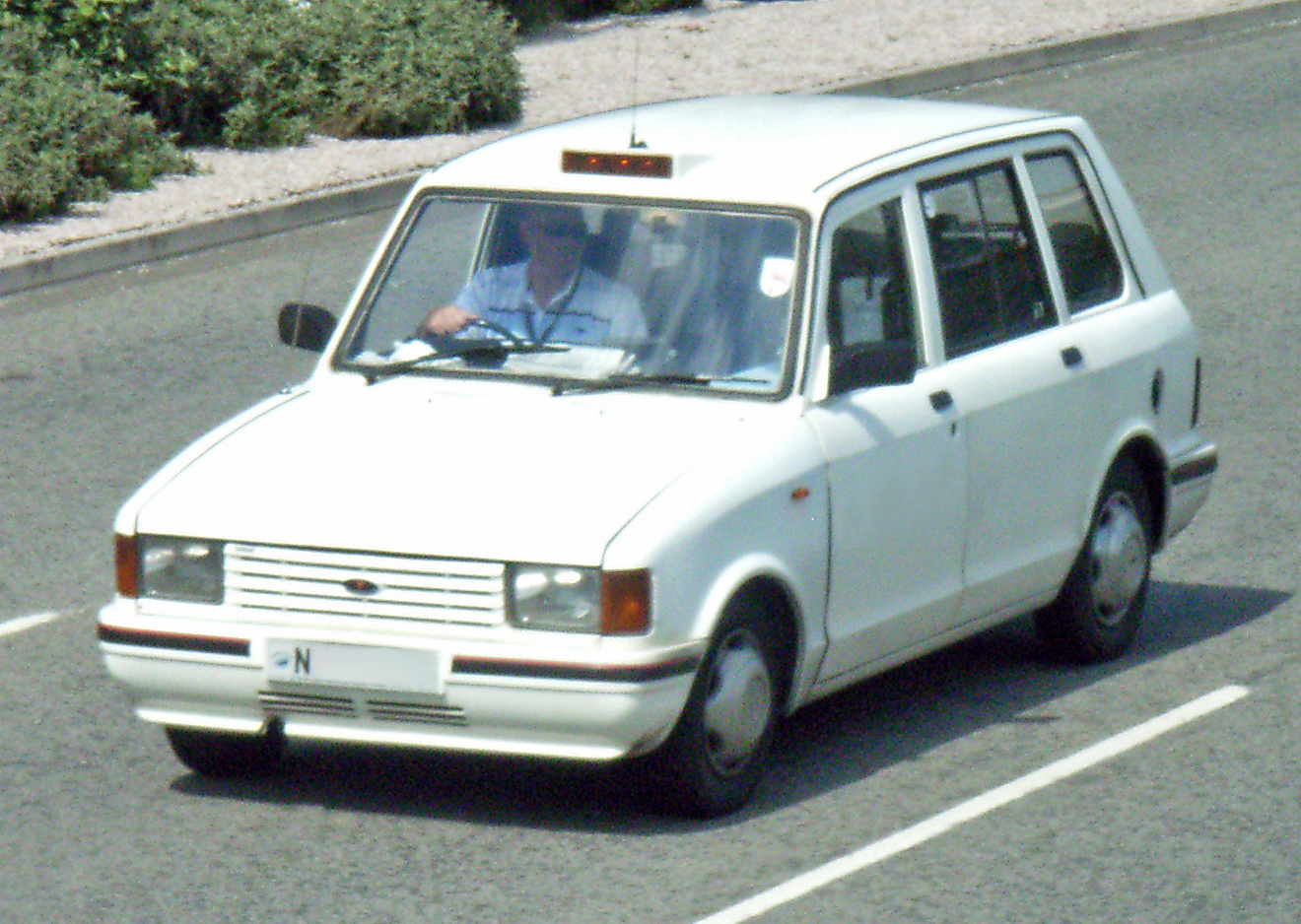
新しいグリルとヘッドライトを備えるメトロキャブII

タクシー車両の製造事業は1989年にMCW社からリライアント社へと売却されたが、この車の製造は新会社のメトロキャブ社 (Metrocab) で続けられた。1997年に新しいグリル、バンパー、ヘッドライトといった外装の多くに手を入れられたメトロキャブ シリーズIIが発表された。メトロキャブには事業主の変更を反映して幾つかの異なるバッジが取り付けられた。元々は「MCW」のロゴ、次に「Reliant」のバッジを付け、シリーズIIのフェイスリフト時にランドローバー風にボンネットの先端に「METROCAB」のフルネームが表示された。
エディンバラ公フィリップは、時折ロンドン周辺でLPG仕様のメトロキャブを使用していた。

### 装備
この車はフォード・トランジットの2.5 L ディーゼルエンジンとタクシー車両用の多数の装備品を備えていた。ボディはグラスファイバー製で、ディスクブレーキを標準装備（1992年から）とした初のハックニーキャリッジ型車であった。オプションで7人乗りにすることもでき、車椅子での乗降が可能であった。
ヘッドライトと前部方向指示灯をフォード・グラナダ Mk 2（1987年の時点ではその2年前に生産停止となっていた）から、テールライトをフォード・エスコート Mk 4 カブリオレから、様々なスイッチや操作系統をオースチン・マエストロ/モンテゴからといったように多くの部品を他のメーカーの車から流用していた。グラスファイバー製のボディと丈夫さに定評のあるエンジンのおかげで、20年以上が経過した車の多くが今でも日常的に使用されている。補修部品や修理に関する情報は少数の専門の修理業者から入手可能である。

## メトロキャブ TTT

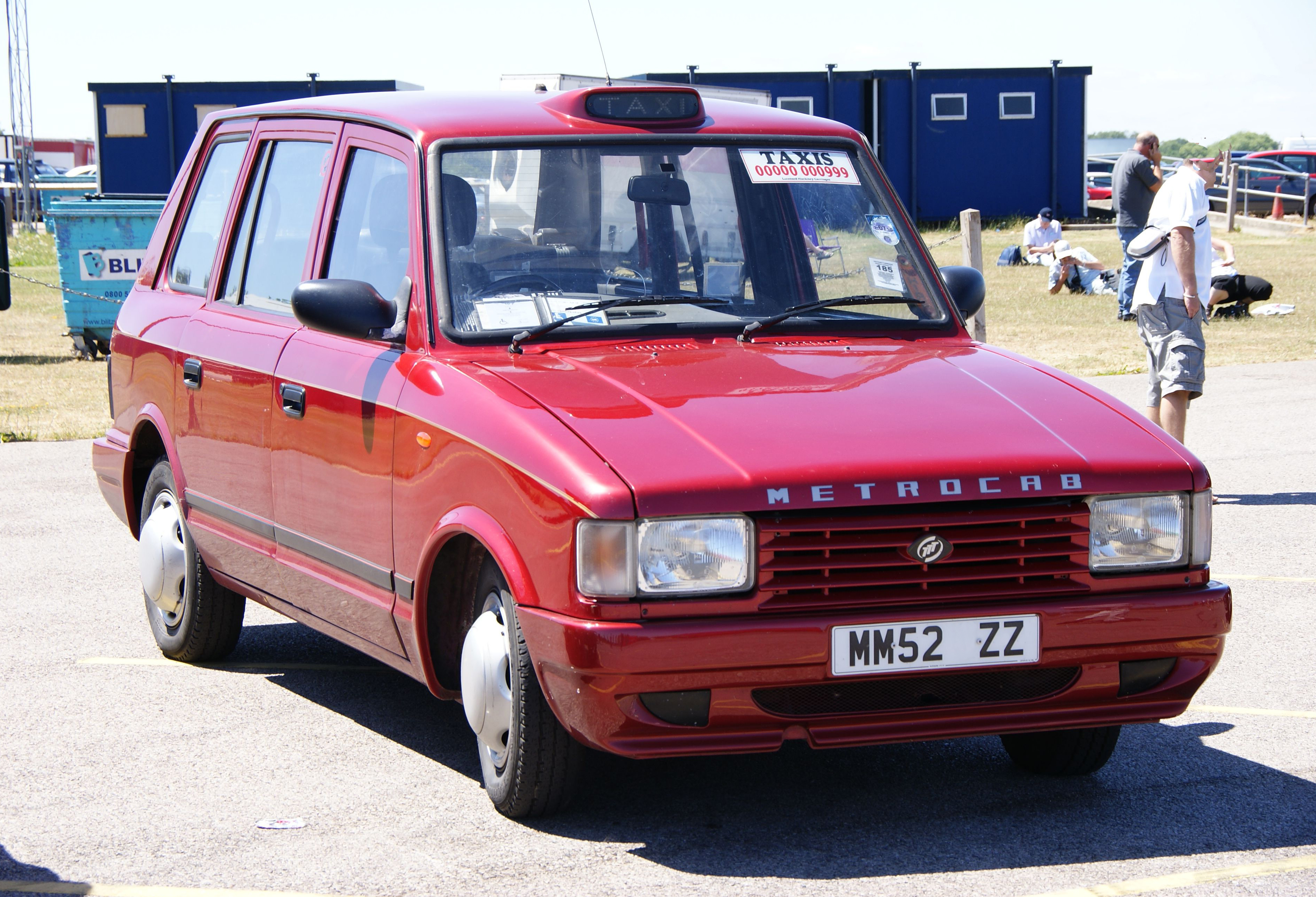
2002 メトロキャブ TTT

2000年3月にメトロキャブの刷新版が「メトロキャブ TTT」の名称で登場した。TTTはオリジナルのメトロキャブに対して新しい顔周り、新型エンジン、グラスファイバー製のボディに至るまで700箇所に及ぶ改良が施されたと宣伝された。この新型車が投入されて間もなくメトロキャブ社の事業がリライアント社からフーパー社へと移譲され、その後更にカンコープ社へ譲られた。2004年にカンコープ社が財産管理 (administration) 状態に陥るとこの車の生産は停止されたが、2005年に1台/週の割で再開された。しかし、結局は2006年4月に生産は完全に停止された。

### 装備
TTTはトヨタ 2L-T型ターボチャージャー付きディーゼルエンジンを搭載していた。この2.4 L (2,446 cc) 直列4気筒エンジンは、出力89 bhp (66 kW; 90 PS)と218 N⋅m (161 lb⋅ft)のトルクを発生した。この車は、全長4,505 mm (177.4 in)、全高1,755 mm (69.1 in)、車重は1,955 kg (4,310 lb)であった。